# Бранка Кнежевић Јанковић
Бранка Кнежевић Јанковић (Нови Сад, 30. септембар 1950) српска је сликарка. 

## Биографија
Бранка Кнежевић Јанковић је дипломирала 1976. на Факултету ликовних уметности (ФЛУ) у Београду, на Одсеку за сликарство у класи професора Милана Кечића. Магистрирала је на Академији уметности у Новом Саду код професора Милана Блануше. Од 1994. радила је као професорка на Академији уметности у Новом Саду, на предмету цртање са технологијом.
Од 1976. до 1994. била је запослена као сликар-конзерватор у Покрајинском заводу за заштиту споменика у Новом Саду. Растаурирала је слике из цркава у Крушедолу, Петковици, Војловици, Српској Црњи, Каменици. Радила је и на конзервацији и рестаурацији многобројних вредних уметничких дела  у Збирци стране уметности Музеја града Новог Сада и Спомен-збирци Павла Бељанског у Новом Саду.

## Уметничко дело
У уметности Бранке Јанковић Кнежевић један од главних мотива је портрет. Јанковић-Кнежевић је експериментисала са техникама, реализујући дела у дрвету, хартији, цртежу, уљима на платну. Цртајући, сликајући и обликујући у жестоким потезима, Бранка је постизала експресију свог ликовног израза, коју би интензивирала пастуозним слојевима боје и материје, рељефном фактуром, деформисаним облицима, комплементарним бојама, контрастима, поједностављењима и искривљењима, применом специфичне перспективе и и особеног “кадрирања” ликовне представе, која јој је омогућила да прикаже суштину, карактер и психологију портретисаних.